# SET 7
SET 7 là một loại máy bay huấn luyện và trinh sát sản xuất tại România vào giữa thập niên 1930.

## Biến thể
- SET 7
- SET 7K
  - SET 7KB
  - SET 7KD
- SET 7H

## Quốc gia sử dụng
România
- Không quân Hoàng gia Romani
- Hải quân Hoàng gia Romani

## Tính năng kỹ chiến thuật (7KD)
Đặc điểm tổng quát
- Kíp lái: 2
- Chiều dài: 7.15 m (23 ft 5 in)
- Sải cánh: 9.80 m (32 ft 2 in)
- Chiều cao: 3.15 m (10 ft 4 in)
- Diện tích cánh: 26.6 m2 (286.32 ft2)
- Trọng lượng rỗng: 1,010 kg (2,458 lb)
- Trọng lượng có tải: 1,780 kg (3,924 lb)
- Powerplant: 1 × IAR Gnome-Rhône 7Kd, 373 kW (500 hp)

Hiệu suất bay
- Vận tốc cực đại: 250 km/h (155 mph)
- Tầm bay: 580 km (360 dặm)
- Trần bay: 5,500 m (18,000 ft)

Vũ khí trang bị
- 2 × súng máy Lewis.303
- 300 kg (660 lb) bom

- Taylor, Michael J. H. (1989). Jane's Encyclopedia of Aviation. London: Studio Editions. tr. 352.
- Mark Axworthy, Cornel Scafes, Cristian Craciunoiu. Third Axis Fourth Ally: Romanian Armed Forces in the European War, 1941-1945. London: Arms & Armour Press,1995. ISBN 1854092677.